# 요덕역
요덕역(耀德驛)은 조선민주주의인민공화국 함경남도 요덕군 관평리에 위치한 평라선의 철도역이다. 요덕군의 유일한 철도 역으로서, 요덕군의 관문역이다.

## 연혁
- 1941년 4월 1일: 평원선 양덕 - 성내 간 개통과 함께 관평역(館坪驛)으로 영업 개시[2]
- 일자 불명: 평라선으로 편입.
- 일자 불명: 요덕역으로 개명.